# H.I.J.O.S. El alma en dos
 H.I.J.O.S. El alma en dos es una película documental de Argentina filmada en colores dirigida por Carmen Guarini y Marcelo Céspedes sobre el guion de Guarini que se estrenó el 18 de agosto de 2005.

## H.I.J.O.S.
HIJOS (acrónimo recursivo para Hijos e Hijas por la Identidad y la Justicia contra el Olvido y el Silencio) es una organización de derechos humanos de Argentina, con filiales en distintos puntos de ese país conformada principalmente por hijos e hijas de desaparecidos durante la última dictadura militar de ese país que fue fundada el 3 de noviembre de 1995. Sus objetivos son la lucha contra la impunidad, la reconstrucción fidedigna de la Historia, la restitución de la identidad de los hermanos y familiares secuestrados y apropiados, así como la reivindicación de la lucha de sus padres y sus compañeros. 

## Sinopsis
La película plantea que todo hijo de desaparecidos tiene una identidad partida en dos que intenta recomponer y, por otra parte, puede apoyar las acciones que permitan hacer justicia, traer de nuevo a la memoria, denunciar la pervivencia en el presente de los crímenes del pasado. El documental parece intentar hacer convivir el orden de lo íntimo y personal con el de las acciones públicas que despliega la asociación H.I.J.O.S., para lo cual a las acciones del conjunto agrega las voces de tres de sus integrantes. Lucila es la hija de Roberto Quieto, que fuera líder máximo de las FAR primero e integrante de la conducción de Montoneros después, que desapareciera durante el gobierno de María Estela Martínez de Perón; Lucila trabaja con una técnica de sobreimpresiones que les permite incluirse, a ella y a sus pares, en la misma imagen en la que están sus padres. Vero nació mientras su madre estaba en cautiverio y aguarda reencontrarse con su hermano (al que presume apropiado) y lustra la vajilla de la abuela como si allí se atesorara la memoria familiar. Silvina ha recuperado los restos de su padre desaparecido y entrevista a las otras dos con la intención de escribir un ensayo sobre el perdón y la justicia.

## Recepción
La Asociación de Cronistas Cinematográficos de la Argentina la seleccionó como candidata al Premio Cóndor de Plata al Mejor guion documental de 2006 y en el Festival Internacional del Nuevo Cine Latinoamericano de La Habana) de 2002 obtuvo una Mención Especial como mejor documental.